# ليا مور
ليا مور (بالإنجليزية: Leah Moore)‏ هي كاتبة قصص مصورة وكاتِبة بريطانية، ولدت في 4 فبراير 1978 في نورثامبتون في المملكة المتحدة.